# Bò Murnau-Werdenfels
Bò Murnau-Werdenfels là một giống bò sữa cũ, mạnh mẽ từ vùng Thượng Bayern, phần cực nam của nước Đức.
Loài này có nguồn gốc ở Tyrol, Áo và có liên quan mật thiết với giống Bò nâu Thụy Sĩ, bò Braunvieh và bò Tyrolese Grey. Ngày nay, khu vực sinh sản chính là xung quanh Garmisch-Partenkirchen và Murnau cũng được gọi là "Werdenfels Country". Loài này đang có nguy cơ tuyệt chủng, chỉ có khoảng 130 con cái trong theo cuốn sách về giống và tinh dịch đông lạnh từ khoảng mười một con đực. the breed was voted Endangered Breed of the Year 2007 by the German Society for the Conservation of Old and Endangered Livestock Breeds. Giống bò này đã được Hiệp hội bảo tồn giống vật nuôi cũ và có nguy cơ tuyệt chủng của Cộng đồng Đức bình chọn. Bang Bavaria duy trì đàn bò và một ngân hàng tinh trùng. Nó hỗ trợ tài chính cho các nhà lai tạo. Loài này là một phần của Rương thức ăn của Tổ chức Thức ăn chậm - Slow Food về Đa dạng sinh học, chuyên về bảo tồn các di sản nông nghiệp đang bị đe dọa.
Bò sản xuất khoảng 4.300 kg sữa mỗi năm (3.8% chất béo; 3.4% protein). Chúng đạt chiều cao 128–130 cm và trọng lượng 5–600 kg, trong khi bò đực có thể đạt tới 138–145 cm và 850–950 kg. Cả bò đực và bò cái đều có thể được sử dụng để sản xuất thịt bò. Bò đực non đã thiến trước đây từng đóng vai trò bò kéo mạnh, và là một nguồn thu nhập quan trọng cho các trang trại nhỏ.